# Oildale
Oildale és una concentració de població designada pel cens dels Estats Units a l'estat de Califòrnia. Segons el cens del 2000 tenia 27.885 habitants.

## Demografia
Segons el cens del 2000, Oildale tenia 27.885 habitants, 10.983 habitatges, i 7.084 famílies. La densitat de població era de 1.671,8 habitants/km².
Dels 10.983 habitatges en un 34% hi vivien nens de menys de 18 anys, en un 40,1% hi vivien parelles casades, en un 17,7% dones solteres, i en un 35,5% no eren unitats familiars. En el 28,9% dels habitatges hi vivien persones soles l'11,1% de les quals corresponia a persones de 65 anys o més que vivien soles. El nombre mitjà de persones vivint en cada habitatge era de 2,53 i el nombre mitjà de persones que vivien en cada família era de 3,11.
Per edats la població es repartia de la següent manera: un 29,5% tenia menys de 18 anys, un 10,1% entre 18 i 24, un 28,8% entre 25 i 44, un 19,6% de 45 a 60 i un 12% 65 anys o més.
L'edat mediana era de 33 anys. Per cada 100 dones de 18 o més anys hi havia 86,7 homes.
La renda mediana per habitatge era de 27.041 $ i la renda mediana per família de 32.397 $. Els homes tenien una renda mediana de 31.514 $ mentre que les dones 21.715 $. La renda per capita de la població era de 13.342 $. Entorn del 17,2% de les famílies i el 20,9% de la població estaven per davall del llindar de pobresa.

## Poblacions més properes
El següent diagrama mostra les poblacions més properes.